# US Sestri Levante
US Sestri Levante is een Italiaanse voetbalclub uit Sestri Levante die anno 2008 speelt in de Serie D/A. De club werd opgericht in 1919 en de officiële clubkleuren zijn rood en blauw.